# Robert Lubbock Bensly
Robert Lubbock Bensly, född den 24 augusti 1831, död den 23 april 1893, var en engelsk språkforskare.
Bensley, som 1887 blev professor i arabiska och syriska vid universitetet i Cambridge, var i England en av nydanarna på den orientaliska filologins område och var från 1870 medlem av den kommission, som reviderade den engelska översättningen av Gamla testamentet. Hans minutiöst noggranna textkritik gjorde, att han trots sin djupa lärdom efterlämnade endast få arbeten av bestående värde. 
Bland dessa märks The missing fragment of the latin translation of the fourth book of Ezra (1875; efter en handskrift i biblioteket i Amiens), en upplaga av "Mackabéerböckerna" (utgiven av William Emery Barnes 1895), på vilken han arbetade i 27 år, samt Epistles of S:t Clement in syriac (postumt 1899). Jämte sin lärjunge Francis Crawford Burkitt deltog han i uttolkandet av den av Agnes Smith Lewis i klostret på Sinaihalvön upptäckta viktiga handskriften av evangelierna.